# Simon Phillips

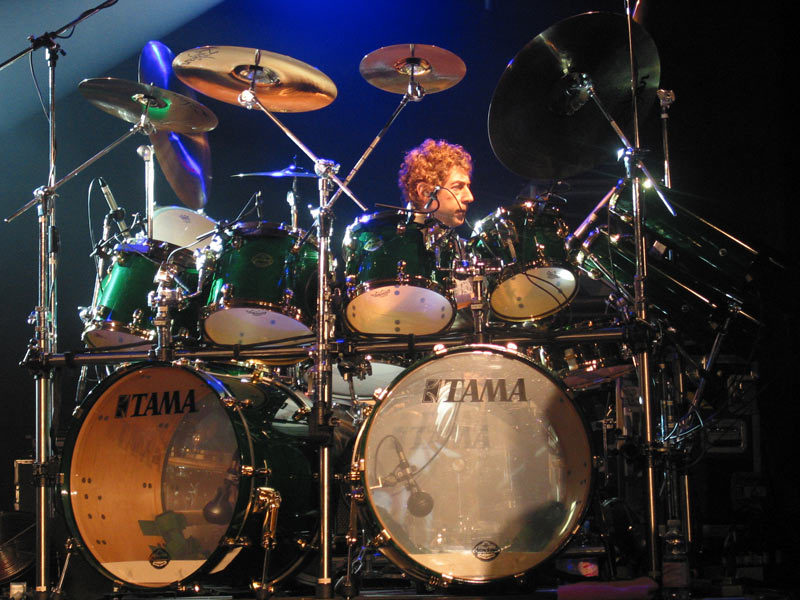
Simon Phillips

Simon Phillips (Londen, 6 februari 1957) is een Brits drummer en muziekproducent, die heeft gewerkt met onder andere The Who, Jeff Beck, 10cc, Roxy Music, Mick Jagger, Toto, Ph.D. (waarmee hij een nummer 1 notering had met I won' t let you down)  en Mike Oldfield; ook deed hij mee op de soundtrack van The Lion King.
Phillips is vanaf zijn twaalf jaar actief als professioneel drummer. Hij staat bekend als een uitermate technisch begaafde muzikant. Als veelgevraagd sessiemuzikant is hij te horen op diverse bekende hits, zoals 'The Wild Places' van Duncan Browne.
Na het overlijden van Jeffrey Porcaro in 1992 was Phillips gevraagd om Toto te ondersteunen tijdens hun "Kingdom of Desire World Tour". Phillips had maar enkele weken de tijd om alle nummers door te nemen en met Toto te repeteren. Toch werd de tournee een succes. Later vroeg de band hem een vaste plaats in de groep in te nemen, waarna in 1995 Phillips' eerste Toto-album verscheen: Tambu. Na de studio van Sheila E. (nu Phantom Recordings) overgenomen te hebben, nam hij daar deels het Toto-album Falling in Between op. Phillips toerde ondertussen nog steeds volop met Toto en 2006 stond in het teken van Toto's nieuwe album Falling in Between.
Sinds 2014 heeft Simon Toto verlaten, om zich weer op zijn eigen werk te richten.